# Književnost u 1564.
◄◄ | ◄ | 1561. | 1562. | 1563. | 1564.  | 1565. | 1566. | 1567. | ► | ►►
Arhitektura • Astronomija • Glazba • Kazalište • Kiparstvo • Knjige • Književnost • Kršćanstvo • Medicina • Politika • Pravo • Promet • Slikarstvo • Znanost
Književnost u 1564.

## Svijet

### Rođenja
- William Shakespeare, engleski književnik, kazališni glumac i redatelj († 1616.)

## Vanjske poveznice
|  | Zajednički poslužitelj ima još gradiva o temi Književnost u 1564. |